# 5′UTR
5′UTR (z ang. 5′ untranslated region), rejon 5′ niepodlegający translacji – niepodlegająca translacji część mRNA położona w kierunku 5′ od sekwencji kodującej.
W 5′UTR mogą się znajdować różne sekwencje sygnałowe. Geny bakterii i wirusów mogą zawierać w tym obszarze sekwencje wpływające na ekspresję tych genów. Przykładem takich sekwencji, występujących przede wszystkim u bakterii, są ryboprzełączniki. U eukariontów mogą to być sekwencje wiążące białka, które wpływają na stabilność mRNA lub jego translację, na przykład elementy reagujące na żelazo (IRE, ang. iron-responsive elements), a także sekwencje wspomagające inicjację translacji.